# José Carlos Moreira
José Carlos Gomes Moreira (ur. 28 września 1983 w Cadó) – brazylijski lekkoatleta, sprinter. Jego rekord życiowy w biegu na 100 metrów wynosi 10,16 sek. Uczestnik igrzysk olimpijskich w Pekinie.

## Sukcesy
| Rok  | Zawody                          | Miasto              | Poz.       | Konkurencja        | Wynik |
| ---- | ------------------------------- | ------------------- | ---------- | ------------------ | ----- |
| 2005 | Mistrzostwa Ameryki Południowej | Cali                | 1. miejsce | Sztafeta 4 x 100 m | 39,17 |
| 2006 | Mistrzostwa Ameryki Południowej | Tunja               | 3. miejsce | Bieg na 100 m      | 10,51 |
| 2006 | Mistrzostwa Ameryki Południowej | Tunja               | 1. miejsce | Sztafeta 4 x 100 m | 39,03 |
| 2008 | Igrzyska Ibero-Amerykańskie     | Iquique             | 1. miejsce | Bieg na 100 m      | 10,54 |
| 2008 | Igrzyska Ibero-Amerykańskie     | Iquique             | 1. miejsce | Sztafeta 4 x 100 m | 38,96 |
| 2008 | Igrzyska olimpijskie            | Pekin               | 4. miejsce | Sztafeta 4 x 100 m | 38,24 |
| 2009 | Mistrzostwa Ameryki Południowej | Lima                | 3. miejsce | Bieg na 100 m      | 10,49 |
| 2009 | Mistrzostwa Ameryki Południowej | Lima                | 1. miejsce | Sztafeta 4 x 100 m | 39,46 |
| 2009 | Igrzyska Luzofonii              | Lizbona             | 2. miejsce | Bieg na 100 m      | 10,33 |
| 2009 | Igrzyska Luzofonii              | Lizbona             | 1. miejsce | Sztafeta 4 x 100 m | 39,30 |
| 2013 | Mistrzostwa Ameryki Południowej | Cartagena de Indias | 4. miejsce | Bieg na 100 m      | 10,38 |
| 2013 | Mistrzostwa Ameryki Południowej | Cartagena de Indias | 1. miejsce | Sztafeta 4 x 100 m | 39,47 |

## Rekordy życiowe
| Dystans            | Wynik | Miasto    | Data           | Uwagi                      |
| ------------------ | ----- | --------- | -------------- | -------------------------- |
| Bieg na 50 metrów  | 5,79  | Liévin    | 10 lutego 2009 |                            |
| Bieg na 60 metrów  | 6,52  | Paryż     | 13 lutego 2009 | rekord Ameryki Południowej |
| Bieg na 100 metrów | 10,15 | São Paulo | 1 maja 2009    |                            |